# Herbert Hossmann

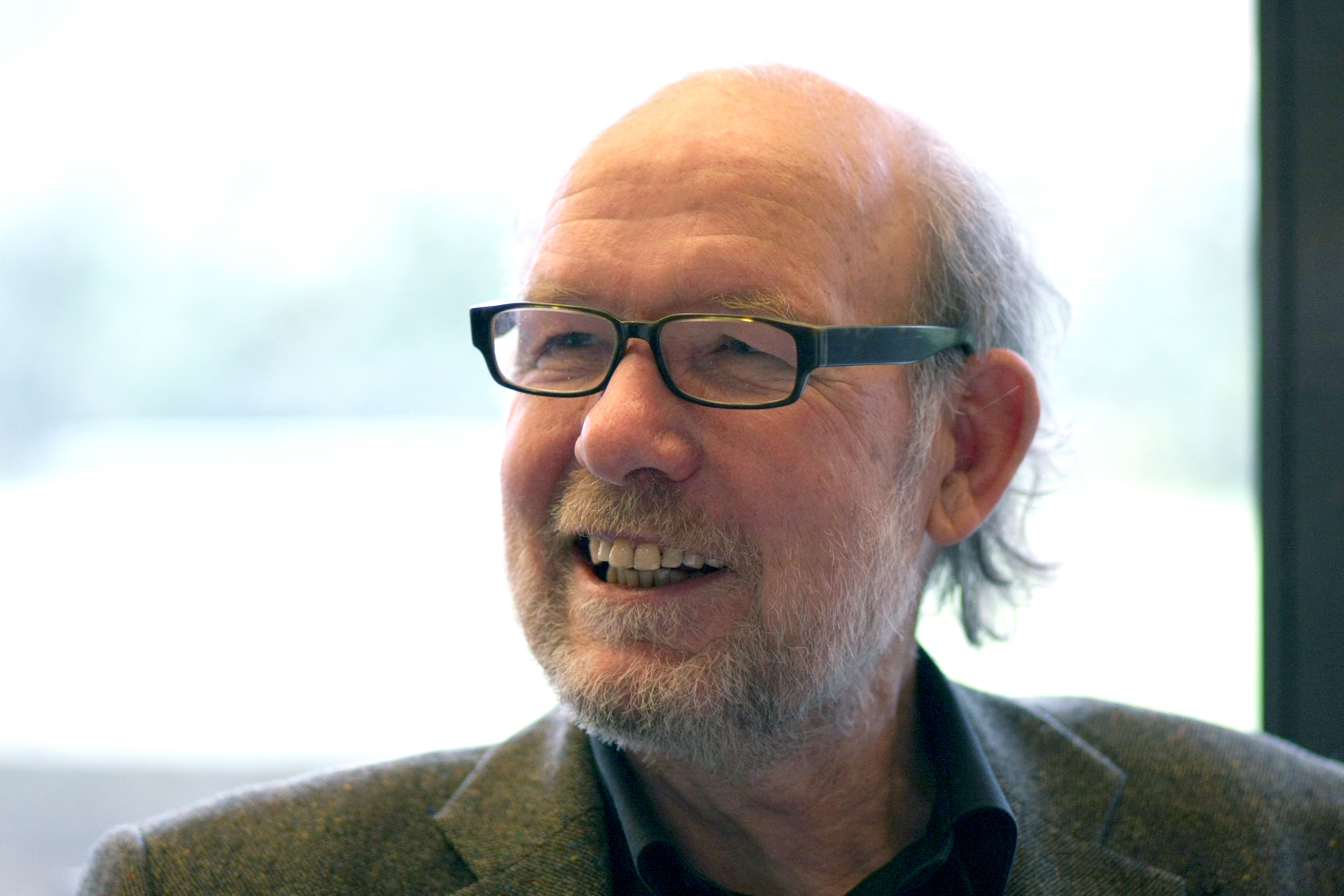
Herbert Hossmann, 2009

Herbert Hossmann (1942–2024) war ein deutscher Verwaltungsjurist, Verleger und Verlagsgründer der Künstlerbuch Édition Lebeer Hossmann, Kurator und Nachlassverwalter von Anna Oppermann. Er lebte in Hamburg und Celle.

## Leben und Wirken
Herbert Hossmann wurde 1942 als Sohn von Helga Hossmann, geb. Hasse und Alexander Hossmann in Breslau geboren. 1945 emigrierte die Familie und ließ sich in Celle nieder. Hier besuchte er bis zum Abitur das Gymnasium Ernestinum und studierte anschließend in Berlin und Hamburg Rechtswissenschaften. Nach dem Studium und einer Referendarzeit beim Landgericht Lüneburg begann er 1967 seine Tätigkeit als Verwaltungsjurist in der Hochschulentwicklungsplanung bei der Behörde für Wissenschaft, Forschung, Gleichstellung und Bezirke in Hamburg. Als Hochschulentwicklungsplaner war er an der Entwicklung der neu zu gründenden Technischen Universität (TUHH) 1968 beteiligt und an der Gründung des Multi Media Kontors Hamburg 2002, dessen Aufgabe es ist, E-Learning an Hamburger Hochschulen voranzutreiben. Als Vertreter Hamburgs in der Bund-Länder-Kommission für Bildungsplanung setzte er sich dafür ein, Bundesmittel für Modellversuche an Hamburger Hochschulen zu akquirieren.
Er erarbeitete, gemeinsam mit Margrit Kahl, Hilmar und Renate Liptow, Anna Oppermann, Renate Reimers, Uwe M. Schneede und Charly Wüllner, das Ausstellungskonzept zu Veränderungen der Bedingungen von Kunstproduktion unter dem Titel Eremit? Forscher? Sozialarbeiter? Das veränderte Selbstverständnis von Künstlern, die 1979 im Kunsthaus Hamburg und 1980 im Kunstverein München gezeigt wurde. Er war zudem 1986 Gründungsmitglied der Galerie Vorsetzen und beteiligte sich an der Konzipierung und Durchführung des Performance Festivals auf Kampnagel (1984) und der Biennale des Friedens im Kunsthaus Hamburg (1985). 2006 war er Mitbegründer der bis 2009 bestehenden Plattform für Kunst und Kritik The Thing Hamburg.

## VerlagÉdition Lebeer-Hossmann
Zusammen mit seiner Schwester Irmelin Lebeer-Hossmann und seinem Schwager Paul Lebeer gründete er 1969/70 die Édition Lebeer Hossmann Brüssel Hamburg. Vorrangiges Ziel war es, jungen Kunstschaffenden, die sich experimentell mit dem damals jungen Medium des Künstlerbuches und der Künstlerschallplatte auseinandersetzten, eine Plattform zu bieten. Schwerpunkt der Verlagsarbeit waren Veröffentlichungen aus dem Fluxus-Umfeld. In seiner Funktion als Herausgeber verantwortete er wichtige Kataloge und formal innovative Künstlerbücher, zum Beispiel von Robert Filliou, Daniel Spoerri oder Marcel Broodthaers, wo er zusammen mit den Kunstschaffenden die Editionen entwickelte. Auf dem Gebiet der Künstlerschallplatte leiste die Edition Pionierarbeit in der Veröffentlichung von Tonkunst, unter anderem von Nam June Paik.

## Arbeit mit den Ensembles von Anna Oppermann
Von 1974 bis 1993 lebte er mit der Künstlerin Anna Oppermann zusammen und verwaltete nach ihrem Tod deren Nachlass. Als Anna Oppermann 1993 starb, hatte sie keine Verfügung hinterlassen, wie mit ihrem Werk und den Ensembles posthum umzugehen sei. Auf Hossmanns Initiative hin arbeitete noch im Todesjahr eine öffentlich geförderte Arbeitsgruppe, bestehend aus ihm und den Kunstwissenschaftlerinnen Ute Vorkoeper und Karolina Breindl, am Nachlass. Ziel war es, gemeinsam ein Konzept für die Sicherung und den Erhalt des Œuvres selbst sowie eine Katalogisierungsstruktur für ein Werkverzeichnis zu entwickeln. Die Kunsthistorikerin Anna Schäffler führte diese Arbeit fort. Sie kooperierten auch als kuratorisches Team um Präsentationsmöglichkeiten für die Ensembles von Anna Oppermann zu entwickeln. Ute Vorkoeper und Herbert Hossmann kuratierten Being Different (Why is She so Different?) 1970-1986 (1999) im MoMA PS1 und 2007 die Ausstellung Anna Oppermann – Revisionen der Ensemblekunst, im Württembergischen Kunstverein in Stuttgart. Die Galerie Barbara Thumm hat von 2010 bis 2024 zusammen mit dem Sohn Alex Oppermann und dem Nachlassverwalter Herbert Hossmann den Nachlass repräsentiert. Seit 2024 verwaltet Alex Oppermann zusammen mit der Kunsthistorikerin Anna Schäffler den Nachlass.

## Schriften
Ausstellungskataloge
- Uwe M. Schneede, Kunstverein in Hamburg (Hrsg.): Eremit? Forscher? Sozialarbeiter? Das veränderte Selbstverständnis von Künstlern. Katalog zur gleichnamigen Ausstellung, kuratiert von Herbert Hossmann et al. Kunstverein und Kunsthaus Hamburg, Hamburg 1979.

Anthologien
- Anna Oppermann. Pathosgeste MGSMO. Installation im Altonaer Rathaus. Édition Lebeer Hossmann, Hamburg und Brüssel 1991.
- Arbeitsberichte und Materialien. Anna Oppermanns un-endliche Bildwerkarchive – Zum Umgang mit dem Nachlaß. Édition Lebeer Hossmann, Hamburg und Brüssel 1994.
- mit Martin Warnke (Hrsg.): Umarmungen ... / Embraces ... Anna Oppermanns Ensemble „Umarmungen, Unerklärliches und eine Gedichtzeile von R. M. R.“. Ein Hypermedia Bild-Text-Archiv. Stroemfeld, Frankfurt am Main 1998, ISBN 978-3-878-77491-4.
- mit Ute Vorkoeper (Hrsg.): Anna Oppermann. Paradoxe Intentionen (Das Blaue vom Himmel herunterlügen). Édition Lebeer Hossmann, Hamburg und Brüssel 1998, ISBN 2-87284-015-X.

Beiträge
- Anna Oppermanns Ensembles. Ein Verzeichnis mit Anmerkungen. In: Ute Vorkoeper (Hrsg.): Anna Oppermann. Ensembles 1968–1992. Hatje Cantz, Ostfildern 2007, ISBN 978-3-7757-1995-7, S. 222–241.
- Blog: Dreizehnmal Kassel. Die dOCUMENTA (13) war die dreizehnte Documenta, die ich „erlebt“ habe. In: freitag.de vom 25. September 2012 (Online).
- Beitrag in: Anna Schäffler: Die Kunst der Erhaltung. Zeitgenössische Restaurierung und Nachlasspraxis im Wandel anhand von Anna Oppermanns prozesshaften Installationen. Edition Metzel, München 2021, ISBN 978-3-88960-205-3.
- In Umlauf bringen. Biographische Anmerkungen von Anna Schäffler und Susanne Kleine mit Notizen von Herbert Hossmann. In: Bundeskunsthalle (Hrsg.): Anna Oppermann. Eine Retroperspektive. Kunst- und Ausstellungshalle der Bundesrepublik Deutschland, Bonn und Dortmund 2024, S. 70–87.